# Goose Creek (Carolina del Sur)
Goose Creek es una ciudad situada en el Condado de Berkeley en el estado estadounidense de Carolina del Sur. La ciudad en el año 2000 tenía una población de 29.208 habitantes en una superficie de 84.1 km², con una densidad poblacional de 355.8 personas por km². 

## Geografía
Goose Creek se encuentra ubicada en las coordenadas 32°59′44″N 80°1′44″O / 32.99556, -80.02889. Según la Oficina del Censo, la ciudad tiene un área total de 84,1 km² (32,5 mi²), de la cual 81,1 km² (31,3 mi²) es tierra y 2 km² (0,8 mi²) (2.37%) es agua.

## Demografía
En el 2000 la renta per cápita promedia del hogar era de $45.919, y el ingreso promedio para una familia era de $47.937. El ingreso per cápita para la localidad era de $16.905. En 2000 los hombres tenían un ingreso per cápita de $31.965 contra $23.754 para las mujeres. Alrededor del 6.80% de la población estaba bajo el umbral de pobreza nacional. 

### Localidades adyacentes
El siguiente diagrama muestra a las localidades en un radio de 16 kilómetros (9,9 mi) de Goose Creek.